# Eburodacrys trilineata
Eburodacrys trilineata är en skalbaggsart som först beskrevs av Aurivillius 1893.  Eburodacrys trilineata ingår i släktet Eburodacrys och familjen långhorningar. Inga underarter finns listade i Catalogue of Life.